# توم جنكينز (لاعب غولف)
توم جنكينز (بالإنجليزية: Tom Jenkins)‏ هو لاعب غولف أمريكي، ولد في 14 ديسمبر 1947 في هيوستن في الولايات المتحدة.

## وصلات خارجية
- الموقع الرسمي
- توم جنكينز على موقع رابطة لاعبي الغولف المحترفين (الإنجليزية)